# Personaggi di Cuphead

Logo del gioco con i due protagonisti Cuphead (a sinistra) e Mugman (a destra)

La seguente è una lista dei personaggi apparsi nel videogioco di Cuphead.

## Giocabili
- Cuphead: protagonista del gioco e della serie animata e fratello gemello di Mugman. È un omino dei cartoni animati caratterizzato da una testa che è una tazza, con dentro una cannuccia a strisce rosse piegata e con dei pantaloncini rossi. È giocondo e impulsivo: e a causa sua,  lui e Mugman si ritrovano indebitati con Satanasso delle loro anime, dando il via agli eventi del gioco. Il suo aspetto si ispira a una simile tazzina del cartone del 1936 Omochabako series dai san wa: Ehon senkyûhyakusanjûroku nen.
Nella serie animata, Cuphead mantiene il suo carattere impulsivo, ma ha dei tratti egoistici e fannulloni: come nel gioco, questo lo porta al trovarsi indebitato con Satanasso che vuole ottenere la sua anima, venendo salvato da suo fratello gemello. È doppiato in inglese da Tru Valentino e in italiano da Stefano Brusa.
- Mugman: fratello gemello di Cuphead e coprotagonista del gioco e della serie animata. Come questi, anche lui ha una tazza come testa, un grosso naso blu, una cannuccia ritta nella tazza e i pantaloni blu. È giocondo come il fratello, ma più cauto, tentando senza successo di fermare Cuphead dall'accettare la scommessa con Satanasso.
Nella serie animata, Mugman è anche fifone e, per quanto non approvi molte delle scelte del fratello, spesso e volentieri si lascia trascinare nelle sue avventure, dalle quali è sempre Mugman a tirarlo fuori dai guai. È doppiato in inglese da Frank Todaro e in italiano da Davide Garbolino.
- Calice delle Meraviglie/Miss Chalice (Legendary Chalice/Mrs. Chalice): un'entità divina che abita l'Isola Calamaio da tempo immemore.[1] È un essere femminile che, come Cuphead e Mugman, possiede una testa a forma di calice. In forma di spirito ha un aspetto adulto, mentre nella forma fisica sembra una ragazzina. Nel gioco principale, nella forma spirituale, è braccata da fantasmi rosa e, una volta salvata, Cuphead e Mugman guadagnano delle abilità speciali chiamate Super. Nel DLC, Chalice scopre di un modo per ottenere un forma fisica tramite i frollini di Salieri. Chiedendo l'aiuto di Cuphead e Mugman, Chalice parte con loro alla ricerca di altri ingredienti per creare il Fantastruffolo, un dolce che la farà restare nella sua forma fisica per sempre. Da qui, Chalice diventa un personaggio giocabile.
Nei fumetti, Chalice compare solo nella sua forma fisica; nel cartone, Chalice ha sempre un aspetto giovane, sia in forma spirituale che in quella fisica. Scappata da un severo orfanotrofio, imparò a vivere per strada usando fascino e balletti per vincere il cuore della gente (e rubare i loro portafogli). Quando un tram tagliò a corto la sua vita, Satanasso le permise di tornare sulla Terra (con la chance di cambiare forma da fisica a spirituale) dovendogli in futuro un favore. Tornata sulla terra, Chalice stringe amicizia con Mugman e Cuphead, giocando con loro o sfruttando la loro assistenza per imbrogliare la gente o divertirsi. È doppiata in inglese da Grey Griffin e in italiano da Ludovica Bebi per il parlato, da Francesca Buttarazzi e Alessia Cimini (ep. 1x12) per il canto.[2]

## Boss

### Isola Calamaio I
- Gli Ortaggiosi (Root Pack): una combriccola di tre ortaggi giganti ed uno piccolo, composti da Sal Spudder (una patata dal carattere burbero), Ollie Bulb (una cipolla sensibile e facile al pianto), Chauncey Chantenay (una carota dai poteri psichici e capo del trio) e Horace Radiche (una rapa roteante e molto arrabbiata). Il nome originale del trio è un omaggio ai Rat Pack, e il loro aspetto e carattere si ispirano a I tre marmittoni.
Nella serie animata il trio compare in un episodio in cui chiedono ospitalità alle tazze e poi organizzano una festa distruttiva in giardino. Quando Cuphead e Mugman riescono a porre fine alla festa, il trio si vendica assorbendo tutti i nutrienti dell'orto di Bricco, rovinando le piante e diventando grassi e grossi. Vedendoli, Nonno Bricco li scambia per le sue verdure e si appresta a cucinarli, facendoli scappare via. Nel cartone Sal indossa un cappello ed è il capo del trio, Ollie (nella versione italiana, al contrario di quella originale) è una femmina e Chauncey non fa uso di poteri psichici. Sono doppiati in originale rispettivamente da Joe Hanna, Jim Conroy e Cosmo Segurson, e in italiano da Francesco De Francesco, Daniele Giuliani e Marco Bassetti.
- Genni Gelatina (Goopy le Grande): Una melma di colore azzurro con naso rosso. È narcisista e vanitoso. Quando non salta per tutto lo scenario, tenta di dare un cazzotto al giocatore trasformandosi in un guantone o facendone apparire uno. Nell'ultima fase, diventa una lapide che tenta di schiacciare il giocatore. Il personaggio si ispira agli Slime di Dragon Quest.[3]
Nel cartone, Genni è deliberatamente escluso, ma compaiono bare simili alla sua nella sigla e il suo nome appare nella lista dei buoni di Babbo Natale.
- Krak e Krok (Ribby and Croaks): sono due rane fratelli: Krak è basso e verde, Krok è alto e marrone. Si esibiscono come pugili su un battello a vapore. Attaccano lanciando attacchi energetici a forma di pugno e lucciole infuocate. Le loro mosse e costumi omaggiano Ryu e Ken di Street Fighter, mentre il loro aspetto fa riferimento al personaggio Flip the Frog del cortometraggio del 1929 Quando torna primavera.[4]
Nel cartone si sono ritirati dal ring per dimostrarsi delle persone adulte e responsabili, per quanto non manchino occasione di bisticciare e continuino a indossare i guantoni. Nella versione italiana, mantengono i loro nomi inglesi, i quali sono anche accidentalmente invertiti nel loro primo episodio. Doppiati in originale da Chris Wylde e Rick Zieff, e in italiano da Massimo Bitossi e Dario Oppido.
- Hilda Berg: è una donna che indossa un vestito rosso e una banderuola in testa, capace di trasformarsi in un mini-dirigibile su un monociclo. Hilda ha una personalità maliziosa, e si può trasformare non solo in tre costellazioni (Toro, Gemelli e Sagittario) ma pure in una gigantesca luna meccanica che rilascia UFO. Dato che combatte volando, è il primo boss che si affronta a bordo di biplani mitraglianti. Hilda si ispira all'elicottero di Alex Kidd in Miracle World e la faccia della luna del film Viaggio nella Luna (1902) di Mèliés,[5] di aspetto ricorda anche Olivia Oyl e Betty Boop, mentre il suo nome è un riferimento al dirigibile tedesco Hindenburg.
Compare nella seconda stagione del cartone in un breve cameo, ma era previsto un ruolo più grande per lei. Doppiata da Grey Griffin.
- Floris Rivoltella (Cagney Carnation): un gigantesco fiore dai petali arancioni (un garofano, giudicando dal nome inglese) che sembra inizialmente dolce, per poi mostrare il suo lato malvagio. Attacca estendendo la faccia, evocando dal suolo rovi spinati e mitragliando polline e semi sul campo. Molti elementi si ispirano a Floris: le sue piattaforme e attacchi ricordano molto vari nemici vegetali della serie di Super Mario, quali le Piante Piranha. Il suo aspetto si basa sui fiori presenti nel corto Fiori e alberi del 1932 e le sue movenze imitano quelle di un fantasma di Swing You Sinners.[6]
Nel cartone, si possono vedere in varie scene dei garofani sorridenti simili alla sua forma pre-battaglia, ma era previsto un ruolo un episodio in stile gangster che però non fu approvato dalla censura.

### Isola Calamaio II
- Baronessa Von Bon Bon (Baroness Von Bon Bon): la spietata sovrana della terra dei dolci. Vestita di rosa, con capelli e cappello che ricordano un cono al cioccolato e un bastoncino di zucchero come fucile. Ha l'abilità di staccarsi la testa e di crearne un'altra. Curiosamente, si affronterà solo alla fine del suo scontro, dato che prima scenderanno in campo i suoi servitori, i Candy Minions. Molte sono le ispirazioni della Baronessa, vari elementi derivano da Carnevalesca (1935) e Nel mondo dei sogni (1936),[7] il personaggio stesso ricorda anche la Regina Maria Antonietta, sia per la sua affiliazione con i dolci che per la sua testa staccabile.[8] Il suo nome è basato sul barone Von Blubba di Bubble Bobble.[7]
Compare nella seconda stagione del cartone dove ha una frizzante e folle personalità, mentre i suoi scagnozzi fanno alcuni cameo in vari episodi. Invita coloro che raggiungono il suo regno di Sugarland a mangiare tutti i dolci che vogliono, ponendo però due semplici regole che, se infrante, trasforma i malcapitati in dolcetti, soddisfando così i requisiti della dieta della Baronessa: i dolci. Sarebbe poi dovuta riapparire in un altro episodio dove viene arrestata, lasciando Sugarland incustodita. È doppiata in inglese da Zoë Moss e in italiano da Perla Liberatori.
- Beppi il Pagliaccio (Beppi the Clown): un inquietante pagliaccio di un luna park vestito di blu e rosso e con la faccia dipinta metà rossa e metà bianca, indossa una bombetta. Attacca sfruttando le attrazioni del luna park, talvolta diventando tutt'uno con esse. Beppi si ispira a uno dei clown de L'uomo che prende gli schiaffi (1924) e Bettlejuice,[9] ma ricorda anche Koko, una delle spalle di Betty Boop, e Art, il clown assassino di Terrifier (2016). Lo scenario omaggia sia il Paese dei balocchi di Pinocchio (1940) sia Betty Boop's May Party (1933).[10]
Varie giostre di Beppi sono viste in varie scene del cartone, ma gli sarebbe aspettato un ruolo importante come clown da festa che tenta con estremo insuccesso di far sorridere Bricco, finché non esplode esasperato..
- Gigio Prodigio (Djimmi the Great): un genio di origini egiziane dai grandi poteri. Attacca evocando proiettili volanti, trasformandosi, copiando le abilità di Cuphead e Mugman con una marionetta (Cuppet) e con piramidi con un occhio. Gigio si ispira ai vari Geni della lampada dai cartoni basati su Aladino.[11] Cuppet si basa d'aspetto su Pinocchio dall'omonimo film Disney, ma omaggia i vari dopplegänger dei protagonisti dei giochi.[12] Inoltre, dopo la sua sconfitta, potrà essere evocato nel mondo di gioco con un apposito trucco (usabile solo un certo numero di volte) e raddoppiare gli HP del giocatore fino alla vittoria successiva.
Cuppet compare in un episodio della terza stagione come ventriloquo di Mugman. Gigio sarebbe dovuto apparire in un episodio come fallito prestigiatore che fa un patto con Satanasso per diventare bravo nella magia, a patto che gli portasse Cuphead e Mugman.
- Lello Zolfanello (Grim Matchstick): un drago tricefalo che può controllare il fuoco che sputa e ha anche dei poteri ipnotici. Il suo nome inglese è un omaggio a Grim Natwick, capo animatore di Biancaneve e i sette nani, con cui condivide pure la balbuzia.[13] Di aspetto omaggia il Mecha Dragon di Mega Man 2 e Battleship Dodriguez di Contra III[14]. Il suo fuoco marciante della fase due omaggia le fiammelle viventi di vari corti come La Brigata del Fuoco.[15]
Compare in un episodio del cartone in cui si scopre che è padre di un cucciolo di drago e compare anche nella sigla dove sovrasta l'Isola Calamaio.
- Pippo Grifo (Wally Warbles): un gigantesco pennuto che abita in una casetta per uccelli-orologio a cucù. Attacca sputando uova, sparando proiettili e scuotendo le ali, spargendo le penne. Sconfitto, la casetta viene distrutta e il campo è lasciato al figlio, Willy Grifo (Willy Warbles), a bordo di un nido tecnologico protetto da un cerchio di uova spinate. Sconfitto anche lui, uno spennato Pippo su una barella trainata da due uccelli infermieri ritorna sputandogli contro di tutto dai rifiuti al cuore stesso. Pippo è ispirato sia al Roc di Braccio di Ferro incontra Sinbad (1936) che a Picchiarello[16] e le armi di Willy omaggiano le pistole di Earthworm Jim e le uova di Yoshi.[17]
Gli sarebbe spettato un episodio nel cartone, mentre i ragazzi facevano birdwatching, ma fu infine scartato.

### Isola Calamaio III
- Regina Mielinda (Rumor Honeybottoms): una gigantesca ape regina a capo di un ufficio giornalistico. Come i vari altri abitanti, ha poteri magici che le permettono anche di trasformarsi, nel suo caso in una palla da demolizione e in aeroplano con seghe alle ali. Viene assistita, nella prima fase, dalle api operaie e un'ape poliziotto (Security Bee). La regina si ispira a Honey Woman (boss inutilizzato di Mega Man 9) e Q-Bee di Darkstalkers 3.[18]
Security Bee, spesso accompagnato da altri colleghi poliziotti, compare nel cartone in qualità di vigile ed è doppiato in originale da Dave Wasson.
- Capitan Barbabrina (Captain Brineybeard): pirata con una benda all'occhio e due gambe di legno, caratterizzato dalla bandana rossa e la barba nera. Comanda una nave animata in grado di sputare raggi laser oltre che alcune creature del mare come seppie e squali. Si ispira a Bluto, specie come egli appare nel corto Braccio di Ferro incontra Sinbad (1936), al pirata di The Goose That Laid the Golden Egg (1936) e i suoi amici pesci omaggiano Re Nettuno (1932).[19]
Compare nella seconda stagione del cartone (anch'egli con il nome mantenuto in inglese) ma è già presente nella sigla dove naviga le acque dell'Isola Calamaio. Ingaggia Cuphead e Mugman come mozzi per andare alla ricerca della sua amata Cala Maria. Inizialmente ha entrambi i piedi ma, dopo essere pietrificato, gli si rompono i piedi che Mugman rimpiazza con delle protesi che faranno molto piacere al pirata, una volta tornato normale. Doppiato in originale da Jason Vande Brake e in italiano da Mauro Magliozzi.
- Brunilde Butterfly (Sally Stageplay): una narcisista attrice di teatro, una donna bionda e molto passionale nel suo lavoro. Attacca usando perlopiù degli attrezzi di scena e venendo supportata dal cast (suo marito, un prete, due neonati e, se il marito viene colpito da un candelabro, una suora). Brunilde si ispira a Olivia Oyl, ma anche a Shizumaru Hisame da Samurai Showdown III.[20] Fa anche riferimento alla forma finale di Kefka di Final Fantasy VI durante la terza fase del gioco, in cui incarna una furente divinità.[20]
Compare nella seconda e terza stagione (assieme al marito) del cartone, rinominata in italiano Sally Operetta, dove gestisce il teatro cittadino, dimostrandosi molto melodrammatica. Doppiata in originale da Grey Griffin e in italiano da Mattea Serpelloni.
- Werner Von Ratt (Werner Werman): un ratto marrone che ha fatto parte della marina militare, con indosso il pickelhaube. È al comando di diversi marchingegni di sua invenzione: un carro armato creato da una lattina e un gatto robotico. Werner si ispira a Topesio[21], ma anche a Jerry il topo, visto il colore della pelliccia, lo scenario e la fase finale in cui si combatte contro un gatto grigio simile a Tom.
Compare nella seconda stagione del cartone (anche lui con il nome mantenuto in inglese), dove è piccolo come un normale topo, anziché essere proporzionato come gli altri personaggi come nel gioco. Tenta di prendere possesso del cottage di Nonno Bricco e, in pieno stile Tom & Jerry, rifiuterà di essere scacciato via, ritorcendo o piazzando trappole contro i suoi cacciatori. Doppiato in originale da Chris Kattan e in italiano da Alessio De Filippis.
- Mark Ingegno (Dr. Kahl): uno scienziato pazzo che ha creato un mastodontico e potente robot, Automaton, grazie a ciò che ha trovato nella discarica. Mark si ispira a vari scienziati pazzi dei videogiochi (quali Dr. Wily e il Dr. Eggman),[22] mentre Automaton si ispira ai robot apparsi in Topolino e il pugile meccanico (1933), L'uomo meccanico, con Paperino (1937), Betty Boop's Crazy Inventions (1933) e The Robots (1932).[23] Il nome inglese del personaggio è un chiaro omaggio a Milt Kahl, uno degli animatori di punta della Disney.
- Cala Maria: una gigantesca sirena con una piovra viola per capelli e la coda di pesce verde. Col potere delle anguille elettriche può anche diventare una gorgone, ottenendo la pelle verde e i tentacoli della sua piovra-capelli diventano serpenti. Si ispira a Eliza e Medusa di Gokujyō Parodius, a varie suadenti femme-fatale dagli occhi grossi da sparsi corti (tra cui Betty Boop)[24] e a Madame Medusa de Le avventure di Bianca e Bernie (1977).[25]
Compare nella seconda stagione del cartone, ma è già presente nella sigla dove emerge dalle acque del mare dell'Isola Calamaio. Si rivela che è figlia di un marinaio e un pesce e ha il sogno di essere sia una famosa cantante che quello di essere la più feroce bestia del mare. È molto vanitosa e, per quanto felice dei complimenti che gli rivolge la gente, compresa la confessione d'amore di Brineybeard, si limita a vedere tutti come delle prede da divorare. Differentemente dal gioco, e come avviene anche nei fumetti, nel cartone Cala non ha bisogno di anguille per passare da una forma all'altra. Doppiata in originale da Natasia Demetriou e in italiano da Selvaggia Quattrini per il parlato e da Domenica Di Sanzo per il canto.
- mOrient Express (Phantom Express): un treno fantasma dove solo creature morte possono salire. Lo staff del treno è combattuto su un carrello su un binario adiacente. I fantasmi affrontati sono Spettro Cieco, Macchinista, Lollipop Ghouls e la locomotiva stessa. Il nome del treno si basa sul famoso Orient Express. Spettro Cieco, fantasma di un ciclope orbo con bulbi oculari nei palmi delle mani, si basa sull'Uomo Pallido da Il labirinto del fauno, tutti gli altri spettri e lo scenario si ispirano a vari cartoni a tema spettrale, come La danza degli scheletri (1929) e Swing You Sinners! (1930).[26]
Vari simili treni compaiono in alcune occasioni nel cartone e Spettro Cieco fa un breve cameo assieme ad una combriccola di fantasmi.

### Inferno dell'Isola
- Re Dado (King Dice): il braccio destro di Satanasso. È un carismatico e infido essere umanoide con un dado come testa (la cui faccia si trova sul lato dell'1, il cui pallino gli fa da naso). È il direttore del casinò di Satanasso e, quando l'avventura inizia, ha il compito di assicurarsi che Cuphead e Mugman abbiano raccolto le anime di tutti i debitori, prima di passare alla regione successiva, sorvegliando il passaggio ai "Palazzi Dado", nella quale si può sentire una canzone da lui cantata (in questa occasione è doppiato da Alana Bridgewater). Quando i due fratelli raggiungono l'ultima isola, Re Dado e Satanasso commentano sulla bravura delle due tazze e i due fanno una scommessa riguardo al loro successo, che Re Dado perde. Furioso, Re Dado li sfida facendogli tirare un dado il cui risultato potrebbe far loro combattere contro i suoi scagnozzi, secondo le caselle di una roulette. Quando raggiunta la fine, Re Dado sfida in persona i due, scagliando carte da gioco antropomorfe. Il carattere di Re Dado si basa su Cab Calloway, famoso jazzista le cui movenze sono state ricalcate in alcuni cartoni di Betty Boop, mentre il suo sorriso si ispira al Joker e al Postiglione di Pinocchio (1940).[27]
Nel cartone compare una volta a stagione (più il finale di serie). Nella prima stagione veste i panni di presentatore di un radio-show dal facile completamento, chiamato "Rotola i Dadi", che ha lo scopo di rubare l'anima ai vincitori. Cuphead vi partecipa e Re Dado tenta pure di facilitargli le sfide che il ragazzo supera con molta fatica, finché il pubblico nota che Re Dado lo sta aiutando nelle sfide, indignando Cuphead che se ne va. Per il fallimento, Satanasso lo licenzia dal ruolo di presentatore. Nella seconda stagione, Satanasso lo invia con i suoi demoni a prendere Cuphead ma, volendo avere la ricompensa tutta per sé, Re Dado si sbarazza dei colleghi, ma finisce con il fallire la missione. Nella terza stagione, temendo la punizione del capo, si ritrova a vivere come vagabondo, finché non ri-incappa in Cuphead, che decide di aiutarlo a farlo tornare alla ribalta, diventando sua agente. Dado nel approfitta per ritornare famoso e per rubargli l'anima, ma è scaricato dal suo stesso agente e fallisce. Nonostante tutto, Dado è poi riassunto da Satanasso che ha notato che senza il suo brio, l'Inferno è troppo noioso. Doppiato in inglese da Wayne Brady e in italiano da Christian Iansante per il parlato e da Giuseppe Reda per il canto.[2]
- I nove miniboss di Re Dado sono i seguenti:
  1. I Tres Liquores (Tipsy Troop), un trio bevande alcoliche viventi: Ol’ Ethan, un bicchiere di scotch, Ginette, contenente del gin martini, e Rumulus, una bottiglia di rum. Attaccano rovesciando il loro contenuto o sparando olive demoniache. Rappresentano l'alcol dei cartoni animati antecedenti al codice Hays, mentre lo sfondo, caratterizzato da un bar pieno di fantasmi e scheletri evanescenti, richiamano i Boo della nave affondata di Super Mario World.[28]
  2. Puntata Max (Chips Bettigan), una pila di 11 fiche (divise in rosse, gialle e blu, come i protagonisti giocabili), con la faccia e un fedora. In battaglia Puntata Max si scaglia sul giocatore mandando in ordine casuale le sezioni colorate del suo corpo, in maniera identica a Yellow Devil della serie di Mega Man.[29]
Compare nel cartone come comparsa in diversi episodi con un design diverso, simile ad un suo schizzo preliminare, in cui ha le braccia e la faccia è sulla fiche in alto, posta verticalmente sulla pila che fa da corpo.
  3. Juan El Cubán (Mr. Wheezy) è un sigaro cubano con dei baffi e degli sporchi denti gialli con gli incisivi separati (un tipico segno del fumatore incallito). Attacca sputando fumo e sigarette demoniache. Il suo sfondo ricorda sia Il Cerchio della Lussuria: Francesca da Rimini di William Blake e le fiamme dell'Ade da La dea della primavera (1934).[30]
  4. Dom & Mina (Pip & Dot), un tassello del domino con due facce, una maschile e una femminile, seduti su un’altalena. L’idea dei Moldenhauer era quella di rappresentare tra i due una relazione  turbolenta, tant’è che nell’animazione di sconfitta, Mina sferrerà su Dom dei calci negli occhi. Scagliano proiettili simili a dei dadi da 20 e dei tasselli domino con le sembianze di volatile, il tutto mentre si corre su un tapis roulant che conduce ad un muro spinato. I loro attacchi si rifanno a Space Harrier mentre lo sfondo ricorda Tetris e Palamedes.[31]
Compaiono nel cartone come comparsa tra il pubblico di Rotola i Dadi.
  5. Hopus Pocus, un coniglio raffigurato a mezzo busto dentro a un cappello a cilindro con una bacchetta magica in mano. Attacca facendo apparire dall'alto o dal basso dei simboli da schivare. Si ispira a Mandrake il mago, il proto-Bugs Bunny da Trucchi e magia (1939), e Picchiarello.[32]
  6. Scheletronzino (Phear Lap) è un cavallo scheletrico che gestisce le corse del casinò. Ricorda molto Orazio Cavezza (specie per il giogo che porta al collo), il suo nome inglese è un riferimento a Phar Lap, campione di ippica, mentre la sua battaglia che richiede di tenere d'occhio sia lo sfondo che il boss richiama Baby Face da Dynamite Headdy.[33]
  7. Piroulette (Pirouletta) è una roulette antropomorfa che si comporta come una ballerina di danza classica. Attacca lanciando le palline dalla gonna e muovendosi da un lato all'altro dello schermo, richiedendo di far apparire delle fiche come piattaforma per scavalcarla. La sua battaglia si ispira a Genesis Wardner.[34]
  8. Paola Otto (Mangosteen) una palla da biliardo numero 8 con gli occhi e una bocca distaccata dal corpo, assistita da temperini da stecca. Si ispira alla mascotte dei giochi Treasure, Melon Bread, al sorriso del Gatto del Cheshire, e il fatto che alla sconfitta vomita un astratto contenuto dalla bocca si rifà alla credenza di ciò che potrebbe contenere una Magic 8 ball.[35]
Fa un breve cameo nel cartone, come uno dei fenomeni da baraccone di un tendone.
  9. Patti Piatty (Mr. Chimes) una meccanica scimmia con i piatti che è sorretta in una claw crane. Per affrontarla, bisogna prima risolvere un memory (ispirato a quelli di Super Mario Bros. 3)[36] mentre si schiva la scimmia in volo. Patti si ispira a George da Rampage, mentre il contenuto della claw crane includono altri riferimenti al suddetto gioco (un lupo e una lucertola che richiamano Ralph e Lizzie), due pupazzi che richiamono i due protagonisti di Balloon Land (1935) e un volante che fa riferimento al gioco Out Run.[36]
- Satanasso Pigliatutto (The Devil): antagonista principale del gioco, il Diavolo in persona. È raffigurato con il corpo ricoperto da peluria nera, lasciando traspirare solo le mani e i piedi grigi e le lunghe corna bianche. Proprietario di un casinò nei bassifondi dell'isola. Dopo aver visto la grande serie di vittorie di Cuphead al bancone, Satanasso propone una sfida: un tiro vincente ai dadi, e i due otterranno tutti i soldi del casinò, in caso contrario perderanno l'anima. Cuphead, non notando l'inganno, accetta e perde. Pregando pietà, i due fratelli convincono Satanasso a risparmiarli, ma in cambio, dovranno raccogliere entro due giorni le anime dei suoi debitori. A missione compiuta, Satanasso si congratula con loro e offre a loro di entrare nei suoi ranghi. Se accettano, Cuphead e Mugman diverranno malvagi demoni, altrimenti parte lo scontro contro il Diavolo, in cui farà risorsa di tutti i suoi poteri, tra cui tramutarsi in serpente, capra e ragno, diventare gigante ed evocare demoni. Sconfitto, Satanasso alza bandiera bianca e Cuphead e Mugman bruciano i contratti con tutti i suoi debitori, diventando eroi. Satanasso si ispira a numerosi diavoli dai cartoni, tra cui quelli di Hell's Bell (1929) e Red Hot Mamma (1934)[37] e Chernabog da Fantasia (1940).[38]
Nel cartone, Satanasso ha una vena molto più comica rispetto al gioco, ma è pur sempre temuto da tutti, e ha anche un naso rosso. Inizialmente gestisce un Luna Park le cui attrazioni rubano l'anima di chi perde ai giochi. Cuphead finisce vittima di questi marchingegni, ma Mugman lo salva. Satanasso, così, si ripromette di riprendersi l'anima legittimamente sua, fallendo ogni singola volta. Nella seconda stagione, si scopre che non avendo reclamato l'anima di Cuphead entro un determinato periodo di tempo, ora il suo debito è scaduto e non può più dargli la caccia. Nel finale della seconda stagione, Satanasso perde il suo forcone che finisce nelle mani di Cuphead che, non temendolo più per via del debito scaduto, si prende gioco di lui. In tutta risposta, Satanasso rapisce Mugman. Nella terza stagione, Cuphead salva il fratello in cambio del forcone e Satanasso fa di tutto per ignorare (o andare incontro) alle regole per rubare l'anima a Cuphead. Negli ultimi episodi, scopre che una sua debitrice, Chalice, è amica di Cuphead e ne approfitta per riscuotere il debito facendole tradire i suoi amici, ma lei rifiuta e, dopo averla sfidata a danza (vincendo) e poi dopo aver perso sonoramente a morra cinese con Cuphead, gli viene fatto promette di lasciarli in pace (l'ultima scena della serie, però, mostra Cuphead andare al casinò, suggerendo che gli eventi del gioco prenderanno luogo). Doppiato in inglese da Luke Millington-Drake e in italiano da Franco Mannella.

### Isola Calamaio IV
- Golia Gransasso (Glumstone the Giant): un gigante di montagna dalla lunga barba bianca e la testa e schiena piena di bozzi che ricordano sia bernoccoli che le vette di una montagna. Attacca facendo uso dei vari abitanti della montagna: oche migratrici, orsi, nani e dei burattini che ricalcano Satanasso e Re Dado. Nell'ultima fase, inghiotte il giocatore e la battaglia continua contro la sua ulcera. Si ispira al titolare antagonista del corto di Betty Boop The Old Man of the Mountain (1933) ma anche ai vari giganti affrontati da Topolino in corti come L'eroico ammazzasette (1938), Topolino e il fagiolo magico (1947) e Topolino nel paese dei giganti (1933).[39]
- Contrabbanditi (Moonshine Mob): una banda di insetti gangster che contrabbandano acquavite, composta da un ragno, una suadente lucciola ballerina e il leader, una lumaca annunciatore. Alla battaglia si uniscono anche delle formiche vigili, una banda di scagnozzi moscerini e un formichiere. I personaggi si ispirano a vari corti animati centranti il mondo degli insetti, la lucciola, in particolar modo, è identica alla protagonista femminile de La falena e la fiamma (1938) e il formichiere è identico a quello del corto Ants in the Plants (1940). Il ragno è molto simile invece ad un boss scartato dal gioco principale, soprannominato "The Flying Gentleman" e l'attacco del grammofono della lucciola è identico a quello di un altro boss scartato, soprannominato "The Light".
- Stormo Segugi (The Howling Aces): una divisione di cani aviatori. Sono formati da un bulldog a bordo di un biplano, assistito da dei cagnolini che lanciano palle da tennis, poi i cagnolini stessi passano al contrattacco e alla fine si combatte il capo: una saluki a bordo di un elicottero militare simile ad un Chinook (che è sia il nome di una razza canina che di un elicottero militare).
- Igor Mortis (Mortimer Freeze): un mago a capo di una setta di pupazzi di neve. Attacca con incantesimi, usando una balena come clava, trasformandosi in un mostruoso pupazzo di neve e poi diventando un fiocco di neve gigante. L'ispirazione di Igor, potrebbe derivare dalle diverse interpretazioni di Jack Frost, più un pizzico di Sasquatch da Darkstalkers e Umaro da Final Fantasy VI,[40] ma è anche fisicamente simile a Re Ghiaccio di Adventure Time. La sua balena invece è fisicamente molto simile a quella di Pinocchio (1940), ma di colore arancione.
- Carolina Colubrina (Esther Winchester): una mucca sceriffo (nonostante un manifesto da ricercato con la sua faccia compaia a inizio livello), molto probabilmente ispirata a Clarabella per l'aspetto fisico. Attacca su di un vagone-saloon per poi pattinare sugli speroni mentre usa l'aspirapolvere per aspirare soldi e scagliarli contro il giocatore in formato cassaforte. Viene poi risucchiata dall'aspirapolvere, uscendone come un fila di salsicce, infine finisce inscatolata.
- Pinzimonio Salieri (Chef Saltbaker): una saliera antropomorfa panettiere apparentemente amichevole e gioviale, ma in realtà subdola, manipolatrice e smaniosa di potere. Incarica Cuphead, Mugman e Chalice di trovargli degli ingredienti particolari per rendere Chalice fisica a tutti gli effetti: il Fantastruffolo. Ottenuti gli ingredienti dai boss, si scopre che l'ultimo ingrediente per il Fantastruffolo è un'anima viva e si appresta ad usare quella di uno dei protagonisti, dando inizio alla battaglia. In battaglia usa gli ingredienti raccolti dai protagonisti, diventa gigante e poi si infrange, rilasciando sale dappertutto e il suo cuore. Una volta sconfitto, la sua panetteria crolla e, nei titoli di coda, si scopre che viene arrestato e condannato ai lavori per la comunità. Salieri, ormai redento, costruirà una nuova panetteria, offrendo dolci ai protagonisti e ai vari boss per farsi perdonare. Similmente a Re Dado, anche lui è ispirato al Postiglione di Pinocchio (1940), per il sorriso malvagio e le dimensioni imponenti che assume durante la battaglia finale. Doppiato da Luke De Ayora.[41]
- Diavolo e Angelo: un boss segreto, per accedervi, bisogna capire gli indizi dei tre atleti sul podio dell'isola e attivare delle tombe nel cimitero con la reliquia rotta. A quel punto si può accedere ad una battaglia onirica contro un Diavolo e un Angelo simili a Satanasso. L'Angelo, tuttavia, è in realtà un alleato che guarda le spalle al giocatore: in base a dove si volta il giocatore, l'Angelo sarà sempre alle sue spalle e il Diavolo davanti, scambiandosi di posto quando il giocatore si volta. Alla stessa maniera, i loro attacchi diventano nocivi se provengono dal lato del Diavolo e innocui se da quello dell'Angelo.
- Rocca dell'Arrocco (King's Leap): un'isola fluttuante dove il Re dei Giochi (un Re), propone ai protagonisti di sfidare i suoi sottoposti (i Pedoni, il Cavallo, l'Alfiere, la Torre e la Regina) a turno ricompensandoli con monete, tuttavia c'è una condizione: non si possono usare i proiettili, per ferire l'avversario bisogna quindi ricorrere alla parata.

## Altri
- Nonno Bricco (Elder Kettle): Il nonno di Cuphead e Mugman (non è chiaro se adottivo o biologico). Un gentile ex-soldato in pensione dall'aspetto di una teiera antropomorfa e baffuta. È protettivo nei confronti dei suoi nipoti, dai quali si aspetta sempre una buona condotta. È lui a donare a loro il potere di sparare dalle dita per battersi contro i debitori di Satanasso, e consiglia a loro anche di non lasciarsi abbindolare dalle false promesse di Satanasso. Il suo aspetto si ispira a una simile teiera apparsa nel corto del 1935 Picnic Panic.
Nel cartone, Bricco ci tiene ai suoi nipoti, ma ha una vena molto più comica: affida ai nipoti noiose commissioni quali dipingere lo steccato, i suoi acciacchi della vecchiaia lo mettono al centro di numerose gag ed è completamente all'oscuro dei loro trascorsi con Satanasso. Nonostante l'età, si dimostra più volte molto capace e astuto. È doppiato in inglese da Joe Hanna e in italiano da Gianni Giuliano.
- Cotechino (Porkrind): un maiale proprietario del negozio dove le due tazze possono comprare nuove armi ed equipaggiamenti. Presenta una benda sull'occhio sinistro. Il suo aspetto si ispira al bottegaio di Wonder Boy III: The Dragon's Trap, anch'esso un maiale con la benda all'occhio, e i maiali del corto Be Up to Date (1938).[42] Doppiato da Luke Hatton.
Nel cartone, chiamato in italiano con il suo nome inglese, è un losco bottegaio che si occupa anche di faccende poco legali. Detesta a morte le due tazze: per levarsele dai piedi, in un episodio, li manda a fare una commissione dall'altra parte dell'isola che finiscono pure con il sbagliarla. Doppiato in inglese da Cosmo Segurson e in italiano da Stefano Alessandroni.
- Quadratus: lo spirito di un pozzo che informa il giocatore di quante volte sia morto nel corso della partita.
Nel cartone, Quadratus appare in due episodi: nel primo dona alle due tazze della magica lana con cui creare un maglione che impedirà a Satanasso di rubare l'anima a Cuphead, nel secondo istruisce Cuphead su come contrattare con Satanasso e come raggiungere l'Inferno. È doppiato in inglese da Gary Anthony Williams e in italiano da Alberto Angrisano.
- Henchman: il fido assistente di Satanasso nella serie animata, sostituendo per certi versi Re Dado. Si basa sui demoni viola e grassi che assistono Satanasso durante la sua battaglia nel gioco. Ammira molto il suo capo ed è molto tranquillo, nonostante venga spesso usato da egli come oggetto di sfogo. Doppiato in inglese da Dave Wasson e in italiano da Francesco De Francesco.
- Stickler: il contabile di Satanasso nella serie animata. Precisino e ligio alle regole, doti che lo rendono insopportabile tra i suoi colleghi e il suo capo, ma ciò non lo ha mai fermato. Satanasso non desidera altro che farlo fuori, se non fosse che indossa un maglione che rende nulla la magia di Satanasso. Esiste anche un sosia elfo che lavora per Babbo Natale, il cui aspetto lascia presumere che entrambi si ispirino al revisore della lista dei buoni da Papà Natale (1932). Doppiato in inglese da Andrew Morgado e in italiano da Francesco Meoni.
- Ciotoboy (Bowlboy): personaggio originale del cartone dall'aspetto di una ciotola di zuppa con gli arti e il sorriso e il carattere da grullo. Mugman prova un infondato odio nei suoi confronti e nella seconda stagione Cuphead scopre della sua psicopatica natura (derivata dalla sua ossessione per la tazzina), portandolo inizialmente a farlo suo nuovo fratello e poi a temerlo. Un episodio scartato della terza stagione doveva averlo come protagonista in cui avrebbe tentato di riappacificarsi con Mugman nella maniera più equivoca possibile. È doppiato in inglese da Tom Kenny e in italiano da Daniele Raffaeli.
- Telefono (Telephone): una comparsa ricorrente ne La serie di Cuphead! dall'aspetto di un vecchio telefono antropomorfo (forse ispirato al suo sosia da Lo specchio magico (1936)) che viene spesso "ucciso" da Satanasso venendo privato dell'anima in molteplici occasioni per recuperarla poi in altre occasioni. Enuncia spesso un eccitato quanto monotono "Evvai". Doppiato da Dave Wasson in inglese.